# 千代田城炎上 (映画)
『千代田城炎上』（ちよだじょうえんじょう）は、1959年6月13日に大映が配給した、安田公義監督、主演・勝新太郎、新珠三千代による大奥を扱った時代劇映画である。
千代田城(江戸城)の大奥を舞台に、新しく大奥に採用された若き女が、一大権力を持つようになるまで、そして女たちの激しい権力争いの末に、城が炎上するまでを描いた作品である。

## 配役
- 勝新太郎 : 安藤伊予守
- 新珠三千代 : 千鶴
- 三田登喜子 : 綾路
- 美川純子 : おふみ
- 加茂良子 : 霧島
- 毛利郁子 : 橘
- 穂高のり子 : 待宵
- 阿井美千子 : 御台所
- 品川隆二 : 杵屋弥之助
- 角梨枝子 : 藤波
- 村田知栄子 : 稲月
- 小町るみ子 : 初霜
- 緑美千代 : 楓
- 浜世津子 : 朝顔
- 橘公子 : お篠
- 近江輝子 : 狭山
- 平井岐代子 : おとせ
- 千石規子 : おくら
- 町田博子  : おふく
- 綾英美子 	花里
- 小林加奈枝 : 老女太田
- 金剛麗子 : 福瀬
- 高原朝子 	雪野
- 松岡信江 	相生
- 国枝勢津子 	梅岡
- 小柳圭子 	おまつ
- 種井信子 : おたま
- 三藤愛子 : 信尾
- 里中位子 : 松島
- 谷口和子 : おしん
- 戸村昌子 : 玉垣
- 本間暎子 : 浅茅
- 南部彰三 : 宇平
- 原聖四郎 : 久世半左衛門
- 五代千太郎 : 老中筆頭
- 天野一郎 : 御用達商人信濃屋
- 玉置一恵 : 御用達商人駿河屋
- 太田博之 : 豊千代
- 三島雅夫 : 将軍家治

## スタッフ
- 監督 : 安田公義
- 企画 : 山崎昭郎
- 製作 : 三浦信夫
- 原作 : 長崎謙二郎
- 撮影 : 相坂操一
- 美術 : 上里義三
- 音楽 : 飯田三郎
- 編集 : 西田重雄
- 脚本 : 依田義賢
- 助監督 : 宮嶋八蔵、池広一夫

## 併映作品
- 『秋吉台』: (読売映画製作)